# Malpelo (otok)
Malpelo je majhen otok v vzhodnem Tihem oceanu približno 490 km  zahodno od kolumbijske celine z vojaško postojanko kolumbijskih oboroženih sil. Sestavljen je iz gole skale s tremi visokimi vrhovi, najvišji je Cerro de la Mona z višino 300 m. Otok je dolg približno 1,6 kilometra od severovzhoda do jugozahoda in širok 727 metrov.

## Geografija
Malpelo je edini otok, ki se dviga nad površjem iz grebena Malpelo, ki je osamljen vulkanski podmorski greben, raztezajoč se v smeri severovzhod-jugozahod v dolžini 300 km in širini 100 km. Ta otok je obdan s številnimi obalnimi čermi. Na severovzhodnem vogalu so Tres Mosqueteros. Na jugozahodnem vogalu so Salomón, Saúl, La Gringa in Escuba. Vse čeri so obdane z globoko vodo, večina obrežja glavnega otoka pa je zelo strma. Globine med 1800 in 9100 metri je mogoče dobiti v nekaj kilometrih od obale, tokovi pa so močni in spremenljivi. Kot oceanski otok nikoli ni bil povezan z nobenim drugim otokom ali celino.
Otok Malpelo je sestavljen iz miocenskih blazinastih lav, vulkanskih breč in bazaltnih dajkov, ki so stari od 16 do 17 milijonov let. Ta otok ter spodnji in podvodni greben Malpelo so nastali skupaj z grebenom Carnegie v poznem miocenu z zelo zapleteno interakcijo med centrom za širjenje Kokosove in Nazca plošče in vročo točko Galápagos.

## Naravna zgodovina
Na prvi pogled se zdi, da je otok neplodna skala, brez vsega rastlinja, vendar so usedline ptičjega gvana pomagale vzpostaviti kolonije alg, lišajev, mahov ter nekaterih grmovnic in praprotnic, ki vse pridobivajo hranila iz gvana.
BirdLife International je otok priznal kot pomembno  območje za ptice (IBA), ker podpira gnezditveno populacijo od 60.000 do 110.000 Nazca strmoglavcev (Sula granti), kot je bilo ocenjeno leta 2007.
Malpelo je dom edinstvene populacije morskih psov; roj 500 morskih psov kladvenic in na stotine svilenatih morskih psov (Carcharhinus falciformis) pogosto vidijo potapljaške odprave, zaradi česar je zelo priljubljena lokacija za potapljanje. To je eden redkih krajev, kjer je bil drobnozobi peščeni tiger (Odontaspis ferox) viden živ; pogosto ga opazijo na potapljaškem mestu "El bajo del Monstruo". Acanthemblemaria stephensi, malpelovska blednjača, je vrsta chaenopsid, ki jih najdemo v koralnih grebenih okoli Malpela. Otok obdaja največje območje brez ribolova v vzhodnem Pacifiku, ki meri več kot 850.000 hektarjev.
Naravni rezervat Malpelo, zatočišče rastlin in prostoživečih živali, je opredeljen kot krožno območje s polmerom 9,656 km s središčem na 03°58′30″N 81°34′48″W. Kolumbijska fundacija poskuša ohraniti biotsko raznovrstnost območja. Malpelo je 12. julija 2006 UNESCO razglasil za območje svetovne naravne dediščine zaradi statusa pomembnega rezervata morskih psov.

## Kronologija
- 1530 – Malpelo naj bi bil zabeležen na zemljevidu.
- 1542 – obiskal ga je Cristóbal Vaca de Castro.
- 1550 – Malpelo je zabeležen na zemljevidu Pierra Desceliersa.
- 1704 – brodolom angleškega plovila Cinque Ports
- 1790 – Alessandro Malaspina je omenil špansko izkrcanje na Malpelu.
- 1793 – obiskal ga je James Colnett.
- 1837 – Zapis v The Nautical Magazine beleži obisk.
- 1995 – Malpelo je bil razglašen za zatočišče flore in favne.[9]

## Galerija
- Obala in klifi
- Nazca strmoglavec Sula granti